# كارل أرنولد
كارل أرنولد (بالألمانية: Karl Arnold)‏ (و. 1901 – 1958 م) هو سياسي من ألمانيا .
تولى منصب عمدة .

## روابط خارجية
- كارل أرنولد على موقع مونزينجر (الألمانية)